# Cimitarra (ort)
Cimitarra är en ort i Colombia.   Den ligger i departementet Santander, i den centrala delen av landet, 190 km norr om huvudstaden Bogotá. Cimitarra ligger 156 meter över havet och antalet invånare är 11 267.
Terrängen runt Cimitarra är varierad. Runt Cimitarra är det ganska glesbefolkat, med 28 invånare per kvadratkilometer. Cimitarra är det största samhället i trakten. I omgivningarna runt Cimitarra växer i huvudsak städsegrön lövskog.